# روري ماك كينزي
روري ماك كينزي (بالإنجليزية: Rory McKenzie)‏ (7 أكتوبر 1993 في المملكة المتحدة - ) هو لاعب كرة قدم بريطاني في مركز الهجوم. شارك مع منتخب اسكتلندا تحت 19 سنة لكرة القدم ومنتخب اسكتلندا تحت 21 سنة لكرة القدم. أما مع النوادي، فقد لعب مع نادي بريتشين سيتي ونادي كيلمارنوك.

## وصلات خارجية
- روري ماك كينزي على موقع قاعدة بيانات كرة القدم.إي يو (الإنجليزية)
- روري ماك كينزي على موقع Soccerbase.com (لاعب) (الإنجليزية)
- روري ماك كينزي على موقع Soccerway.com (الإنجليزية)
- روري ماك كينزي على موقع عالم كرة القدم.نت (الإنجليزية)